# Husqvarna TR 650
La Husqvarna TR 650 è una motocicletta prodotta dalla casa motociclistica svedese Husqvarna dal 2012 
 al 2014.

## Descrizione e storia
La moto è stata presentata nel 2012.
Monta un motore monocilindrico in linea frontemarcia inclinato in avanti da 652 cm³ raffreddato a liquido, che sviluppa una potenza di 43 kW (58 CV) e una coppia di 59,6 N⋅m a 5750 giri. Il motore ha la distribuzione a catena con 4 valvole, con alimentazione ad iniezione indiretta multipoint ed è coadiuvato da un cambio a 6 marce con trasmissione finale a catena. Le quattro valvole sono azionate da due alberi a camme in testa. Il rapporto di compressione è 12,3:1.
Nei paesi con patenti di guida A2 c'è una versione a depotenziata a 48 CV (35 kW) e 54 Nm di coppia. Al momento della progettazione e produzione della TR 650, il marchio motociclistico Husqvarna era di proprietà di BMW Motorrad e questa motocicletta condivide molte parti con altri modelli BMW, tra cui le G 650 GS, F 650 GS e F 800 GS. Il motore è basato su quello utilizzato nei modelli F650GS/G650.
La moto è costruita su di un telaio tubolare in acciaio a struttura divisa, coadiuvato da un sistema sospensivo costituito da un doppio forcellone in tubi pentagonali d'acciaio con monoammortizzatore e leveraggio progressivo fornito da Sachs al posteriore e una forcella telescopica all'anteriore Sachs a steli rovesciati da 46 mm.
La TR 650 è disponibile in due versioni:
- Strada in nero o rosso, ha l'ABS di serie e monta cerchi in fusione da 19" all'anteriore e 17" al posteriore.[12]

- Terra è rossa e monta cerchi a raggi, anteriori 21", posteriori 18" senza ABS. In Europa la Terra è disponibile con ruota posteriore a raggi da 17" e ABS.[13]